# Ун'юган
Ун'юга́н (рос. Унъюган) — селище у складі Октябрського району Ханти-Мансійського автономного округу Тюменської області, Росія. Адміністративний центр та єдиний населений пункт Ун'юганського сільського поселення.
Населення — 4268 осіб (2017, 4577 у 2010, 5067 у 2002).
Національний склад станом на 2002 рік: росіяни — 72 %.
Стара назва — Вон'єган.